# Forsthof Stolberg (Harz)

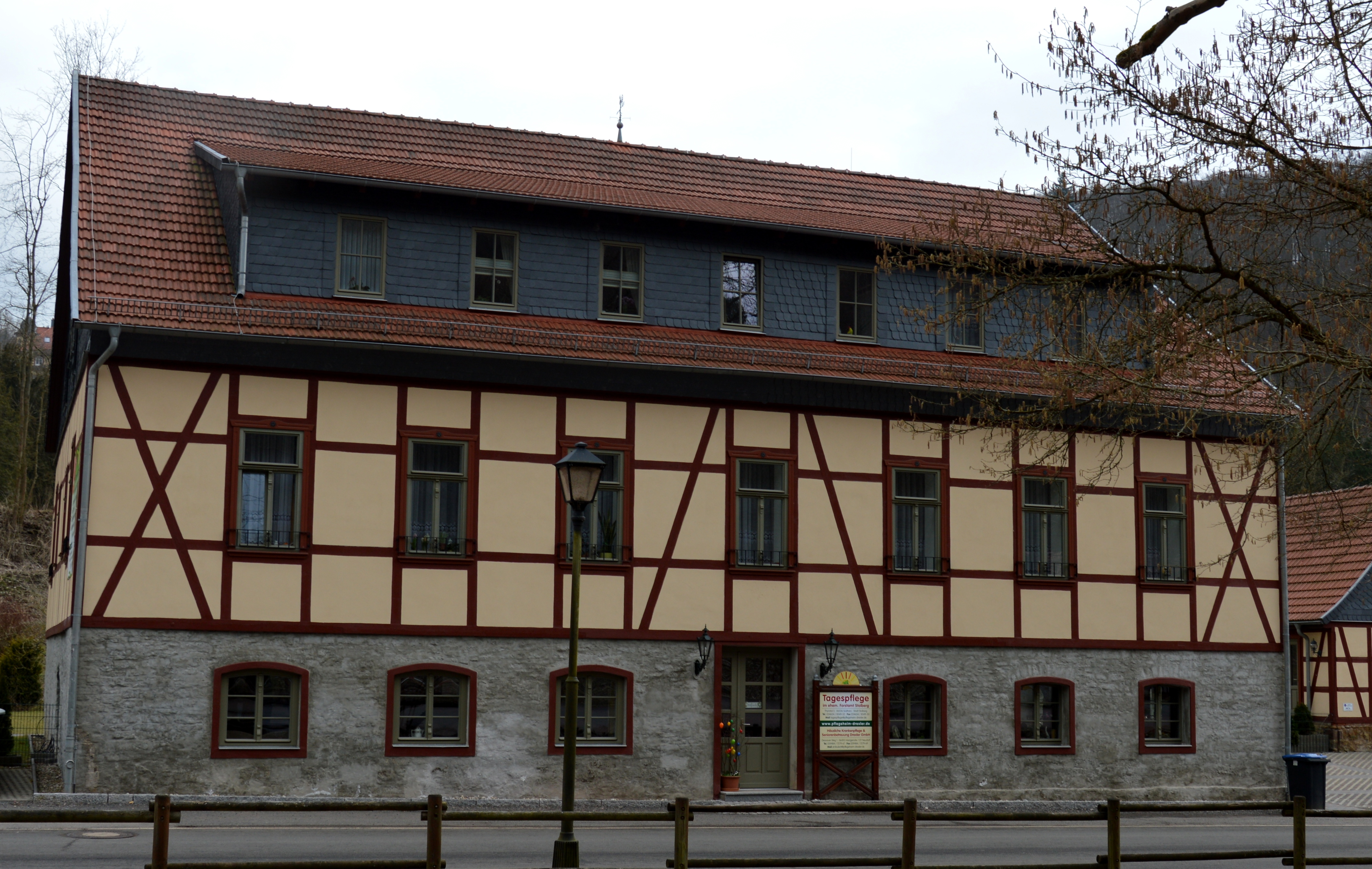
Forsthof Stolberg (Harz), 2018

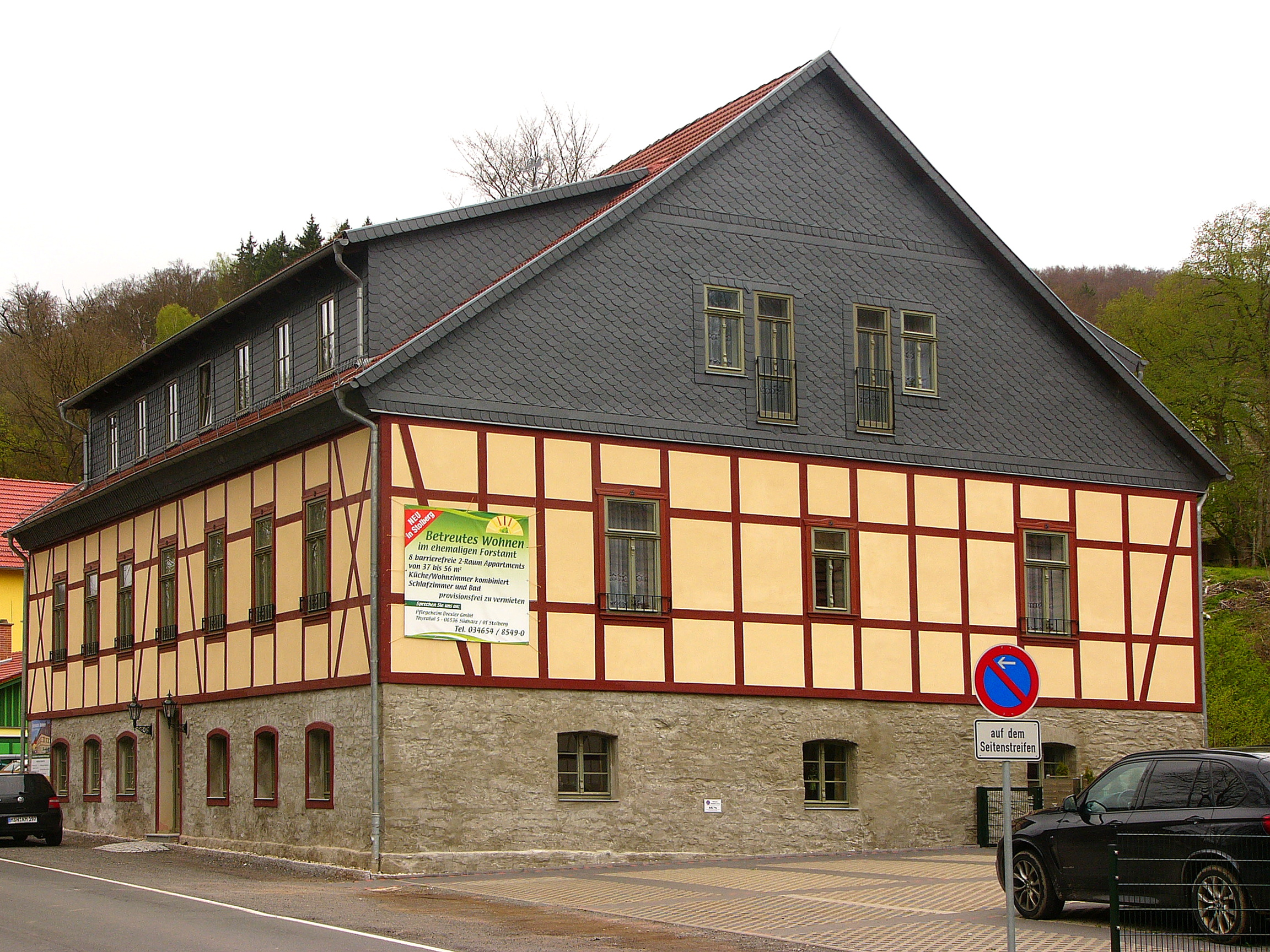
Südseite, 2017

Der Forsthof Stolberg (Harz) ist ein denkmalgeschützter Forsthof in Stolberg (Harz) in der Gemeinde Südharz in Sachsen-Anhalt.

## Lage
Er befindet sich an der Adresse Thyratal 5 nahe dem südlichen Ortseingang Stolbergs, etwas nördlich des Freizeitbades Thyragrotte in einer städtebaulich markanter das Ortsbild prägender Lage.

## Architektur und Geschichte
Das zweigeschossige, traufständig zur Straße ausgerichtete Wohnhaus entstand vermutlich in der Mitte des 19. Jahrhunderts in schlichter Gestaltung. Während das Erdgeschoss in massiver Bauweise erstellt wurde, entstand das Obergeschoss als Fachwerkbau. Etwas südwestlich steht im rechten Winkel zum Haupthaus ein ebenfalls in Fachwerk errichtetes Nebengebäude.
Im örtlichen Denkmalverzeichnis ist der Forsthof seit dem 6. Dezember 2000 unter der Erfassungsnummer 094 30473 als Baudenkmal verzeichnet. Der Forsthof gilt als kulturell-künstlerisch sowie städtebaulich bedeutsam.